# 斯拉姆基島
65°30′S 65°28′W / 65.500°S 65.467°W

斯拉姆基島（Slumkey Island），是南極洲的島嶼，處於塔普曼島以東，屬於比斯科群島中皮特群島的一部分，在1957年被繪入阿根廷地圖，現時由南極條約體系管理。